# Sandrine Dumarais
 (mai 2023).
Si vous disposez d'ouvrages ou d'articles de référence ou si vous connaissez des sites web de qualité traitant du thème abordé ici, merci de compléter l'article en donnant les références utiles à sa vérifiabilité et en les liant à la section « Notes et références ».
Pour les articles homonymes, voir Dumarais.
Sandrine Dumarais est une cinéaste et réalisatrice de documentaires française née en 1971 en Bourgogne.

## Biographie
Sandrine Dumarais a passé son enfance dans un village du Morvan où ses parents tenaient un hôtel, bar, restaurant, petit théâtre permanent où se croisent des gens de tous horizons. Elle s’installe à Paris en 1989 et suit en parallèle des études de droit et de cinéma à l'Université Paris I jusqu'à la maîtrise.
En 1994, profitant de sa venue dans son village du Morvan, elle propose à François Mitterrand, alors président de la république, un entretien sur son rapport au cinéma. Après une courte hésitation, Mitterrand accepte et la reçoit à plusieurs reprises à l’Élysée.
Désireuse depuis longtemps de faire des films, elle écrit différents scénarios de courts-métrages et se lance en 1994 avec un premier projet À la campagne prenant pour décor son Morvan natal, le film met en scène un Parisien opérant un « retour au vert » pas si épanouissant qu’il le clame haut et fort. Le film sera en compétition au FIPA ainsi qu’au Festival Da Kino de Bucarest. Après la mort de Mitterrand, elle décide de réaliser un documentaire sur la relation de celui-ci avec le Morvan qui fut sa terre d’élection depuis 1946, Danielle Mitterrand l’y encourage : le film, Terre d'élection, sera produit par Pathé Télévision et diffusé sur France 3. 
Passionnée depuis l’adolescence par l’écriture et la personnalité de l’écrivain Albertine Sarrazin, elle réalise un documentaire de 52 min sur l’auteur de L'Astragale, produit par Comic Strip Production avec France 3 comme partenaire. Par la suite, elle rencontre Jean-Louis Trintignant alors qu’il remonte sur scène, reprenant en solitaire et comme un hommage à Marie, sa fille, un spectacle autour des Poèmes à Lou d’Apollinaire. Bouleversée par sa démarche, admirant depuis toujours cet immense acteur, elle lui propose de faire un documentaire autour de cette création et de sa filmographie. Le film Jean-Louis Trintignant, j’ai rendez-vous avec vous sera diffusé sur France 3, France 5 et Arte. La post-production de ce film l’entraîne alors à Strasbourg, elle quitte alors Paris pour rejoindre celui qui est aujourd’hui le père de sa fille.
Puis c’est le tour de Brel, Brassens, Ferré : trois hommes sur la photo, un documentaire qui cherche à percer le mystère de la fameuse photo de Jean-Pierre Leloir et connaître la véritable histoire de cette rencontre. Le film sera diffusé en Suisse, en Belgique et en France sur France 3. Après un documentaire sur l’École du Théâtre National de Strasbourg, elle se consacre totalement à la préparation d’un documentaire sur Georges Brassens pour lequel elle a retrouvé des films super 8 et 16 mm que Brassens a tourné à partir de 1952, au tout début de son succès et après 10 années de vaches maigres. En 2015-2016, elle réalise un documentaire sur Venantino Venantini, le dernier des Tontons Flingueurs: "Venantino Venantini, le Tonton Italien" acteur de second rôle ayant participé à plus de 200 films alors que son rêve était d'être peintre. Dans ce film sur cet homme truculent de 85 ans se trouvent Jean Dujardin, Kad Merad, Claude Lelouch, Robin Davis, Laurent Gerra et Bertrand Guyard. En 2017, Sandrine réalise un film qui lui tient à cœur depuis très longtemps "Barbara en liberté", un documentaire sur la longue dame brune qui montre ses différentes facettes, des plus solaires au plus fantasques. Elle y est présentée par des gens qui l'aiment, Didier Varrod, Roland Romanelli, Bernard Serf, Vincent Dedienne, Sophie Delassein, Gérard Vergez et Jean-François Fontana. Le film est co-produit par France 3 IDF, TV5 et la TSR. En 2018, à l'occasion de la création et de la tournée du dernier spectacle de Chantal Goya, elle en suit les préparatifs et les coulisses et brosse un portrait attachant de cette artiste devenue culte et de ses 40 ans de carrière, avec la participation de témoins privilégiés et de nombreux documents d'époque.

## Filmographie
- A la Campagne, (17 min), court-métrage de fiction sélectionné au festival de Nevers début 98, au festival Da Kino de Bucarest 98, au Vendredi du Court du Cinéma des Cinéastes mars 98, au FIPA 98.
- François Mitterrand, Terre d’élection (52 min), coproduit par Pathé Télévision et France 3 Bourgogne-Franche Comté, diffusion 2001-2002 sur France 3.
- Une Enfance comme tout le monde (52 min), coproduit par Skopia Film, TV10 Angers, Canal le Mans avec le soutien du Conseil Général de la Nièvre, 2003
- Le Roman d’une Vie : Albertine Sarrazin (52 min), coproduction France 3 Sud-Comic Strip Production, diffusion sur France 3, 2004
- Jean Louis Trintignant, j’ai rendez-vous avec vous (52 min), coproduit par Comic Strip Production, France 3 Alsace, CinéCinéma avec la participation de la TSR, diffusé sur France 5 et Arte, 2005-2006
- Caty, Christine, Gretta, des femmes lumineuses (26 min), diffusé sur France 5 dans le cadre de la série A Vous de Voir, produit par Bleu Krystal Média, 2007
- Danielle Mitterrand, l’insoumise (58 min), réalisé par Thierry Machado, coproduit par Gédéon Programmes et Arte, 2007
- Brel, Brassens, Ferré, trois hommes sur la photo, documentaire de 52 minutes coproduit par Comic Strip Production, France 3 Sud, France 3, RTBF. 2008
- Une école dans un théâtre (52 min), coproduit par Comic Strip Production et France 3, 2009
- Le regard de Georges Brassens (73 min), coproduit par Comic Strip Production, France 5, France 3 Sud, La RTS, la RTBF et l’INA 2010/2011, Distribué par Chapeau Melon Distribution, 2013
- Venantino Venantini, l'Odyssée du Tonton italien avec Jean Dujardin, Kad Merad, Claude Lelouch, Robin Davis, Laurent Gerra, Bertrand Guyard et Geoffroy Caillet - documentaire de 52 minutes coproduit par Comic Strip Production et Ana Films avec la participation de Ciné +, 2016
- Barbara en liberté avec Didier Varrod, Roland Romanelli, Bernard Serf, Vincent Dedienne, Sophie Delassein, Gérard Vergez et Jean-François Fontana. Le film est co-produit par France 3 IDF, TV5 et la TSR 2017
- Indomptable Chantal Goya (52 min), avec Jean-Jacques Debout, J. Ledoux, Wendy Bouchard, Jacques Pessis, E. Boukhobza, André Fléderick, Damien Nougarede, E. Lenormand, T. Gali, Rebecca Hampton, coproduit par Comic Strip Production, Ana Films, France Télévisions, Alizé Production, RTBF (télévision belge), Proximus avec la participation de la Radio Télévision Suisse et Ciné+, diffusé sur Ciné+ , 2018[4]
- Marie Trintignant, le choix du jeu, documentaire consacré à la carrière de comédienne de Marie Trintignant avec comme témoin privilégié Jean-Louis Trintignant, Irène Jacob, Pierre Salvadori, Bernie Bonvoisin, Thierry Jousse, Guillemette Odicino, Jean-Hugues Anglade, Didier Le Pécheur, Rosalinde Deville, RTS et France télévision, 2021
- Chers Amis, Bonjour !, documentaire consacré au Jeu des 1000 euros, anciennement Jeu des 1000 francs, plus ancienne émission du PAF, 65 ans sur les ondes de France Inter. Un jeu de culture générale, itinérant depuis sa création et qui fédère une communauté de gens curieux et fidèles, assurant à ce jeu un succès d'audience constant depuis sa création avec plus de 1,5 million d'auditeurs chaque jour. Produit Par Comic Strip Production et France Télévision diffusion le 13 septembre 2023 sur France 3.

## Sources et références
1. ↑  deauvillebibliotech.fr
2. ↑  www.lejdc.fr
3. ↑  lefigaro.fr
4. ↑  film-documentaire.fr